# Podciśnienie
Podciśnienie – różnica między ciśnieniem atmosferycznym a ciśnieniem bezwzględnym w przypadku, gdy jest ono mniejsze od atmosferycznego.
Występuje w pompach ssawnych, pompach podciśnieniowych, dmuchawach, eżektorach, kolektorach ssących silników spalinowych, układzie wspomagania hamulców, odkurzaczach, pożarnictwie do odsysania wody itp.
Umiejętność wytwarzania podciśnienia (poprzez kondensację pary wodnej w zamkniętej przestrzeni) oraz wykorzystania różnicy ciśnień (między ciśnieniem atmosferycznym i wytworzonym podciśnieniem) do napędu tłoka legło u podstaw zbudowania atmosferycznej maszyny parowej Newcomena.